# Stephen Williams (ciclista)
Stephen Williams (Aberystwyth, 9 de junio de 1996) es un ciclista profesional británico que milita en las filas del conjunto Israel-Premier Tech.

## Palmarés
2018
- Ronde d'Isard, más 2 etapas
- 1 etapa del Giro Ciclistico d'Italia

2021
- CRO Race, más 1 etapa

2022
- 1 etapa de la Vuelta a Suiza

2023
- 3.º en el Campeonato del Reino Unido en Ruta
- Arctic Race de Noruega, más 1 etapa

2024
- Tour Down Under, más 1 etapa
- Flecha Valona
- Vuelta a Gran Bretaña, más 2 etapas

## Resultados en Grandes Vueltas y Campeonatos del Mundo
| Carrera         | Carrera         | 2016 | 2017 | 2018 | 2019 | 2020 | 2021 | 2022 | 2023 | 2024 |
| --------------- | --------------- | ---- | ---- | ---- | ---- | ---- | ---- | ---- | ---- | ---- |
|                 | Giro de Italia  | —    | —    | —    | —    | —    | —    | —    | 93.º | —    |
|                 | Tour de Francia | —    | —    | —    | —    | —    | —    | —    | —    | 73.º |
|                 | Vuelta a España | —    | —    | —    | —    | Ab.  | —    | —    | —    | —    |
| Mundial en Ruta | Mundial en Ruta | —    | —    | —    | —    | —    | —    | —    | —    | Ab.  |

—: no participa
Ab.: abandono